# Vulpiella
Vulpiella és un gènere monotípic de plantes de la família de les poàcies. La seva única espècie: Vulpiella stipoides, és originària de la Regió mediterrània. La seva única espècie és Vulpiella stipoides, va ser descrita per (L.) Maire i publicat a Bulletin de la Société d'Histoire Naturelle de l'Afrique du Nord 33(4): 95. 1942.

## Descripció
És una planta anual amb culms de 10-40 cm d'alt; herbàcia. Les fulles no auriculades. Les làmines de les fulles són lineals; estretes. Sense nervadura transversal i la lígula és una membrana truncada de 2-4 mm de llarg. Plantes bisexuals, amb espiguetes bisexuals; amb flors hermafrodites. Inflorescència paniculada (2-10 cm de llarg, amb un màxim de 4 branques en cada node); oberta (les branques i pedicels pulvinades).

## Sinonímia
- Brachypodium tenue (Tineo) Tineo
- Bromus sabulosus Guss.
- Bromus sardous Spreng.
- Bromus stipoides L.
- Bromus tenuis Tineo
- Cutandia incrassata (Parl.) Trab.
- Cutandia incrassata (Salzm. ex Lois.) Benth. ex W.D. Jacks.
- Cutandia letourneuxii (Asch. ex Durand & Barratte) F. Herm.
- Festuca clavata Moench
- Festuca incrassata Salzm. ex Loisel.
- Festuca letourneuxii (E.A.Durand) Asch. ex E.A.Durand & Barratte
- Festuca simplex Hornem. ex Steud.
- Festuca stipoides (L.) Desf.
- Festuca tenuis (Trin.) Nyman
- Loretia tenuis (Tineo) Hack. ex Willk.
- Vulpia incrassata Parl.
- Vulpia letourneuxii Asch. ex E.A.Durand & Barratte
- Vulpia stipoides (L.) Dumort.
- Vulpia tenuis (Tineo) Parl.
- Vulpiella incrassata (Parl.) Andr.
- Vulpiella tenuis (Tineo) Kerguélen[3][4]